# متحف جبل ميسنر
متحف جبل ميسنر (بالإنجليزية: Messner Mountain Museum)‏ هو مشروع متحف قدمه متسلق الجبال والمغامر والمستكشف الإيطالي رينولد ميسنر في مقاطعة بولسانو شمال إيطاليا. وتم تصميم مشروع المتحف لتثقيف الزوار حول كيفية التقاء الرجل مع الجبال وكيفية تعامله مع علم الجبال والأنهار الجليدية، وتاريخ تسلق الجبال وتسلق الصخور، وتاريخ الجبال الأسطورية، وتاريخ الإناس التي تعيش في الجبال. ويهدف المشروع إلى تنفيذ المرحلة السادسة من متحف جبل ميسنر، حيث كانت هناك مراحل سبقته.